# Kill Me Baby
Kill Me Baby (яп. キルミーベイベー, Kiru Mī Beibē) — комедійна серія манґи у форматі йонкома, про старшокласницю Ясуну Орібе, її подругу-професійну вбивцю Соню, та ніндзю, на ім'я Аґірі Ґошікі. Автор та ілюстратор манґи — манґака з псевдонімом «Кадзухо» (яп. カヅホ). Серія почала виходити у журналі Manga Time Kirara Carat видавництва Houbunsha з липня 2008 року. Аніме-адаптація у форматі телесеріалу від студії J.C.Staff транслювалась у Японії з 5 січня 2012 року по 29 березень 2012 року. 16 жовтня 2013 року вийшла додаткова серія OVA.

## Персонажі
Орібе Ясуна (яп. 折部 やすな, Oribe Yasuna)
Сейю: Акасакі Чінацу
Звичайна старшокласниця, вважає себе подругою Соні та ставиться до неї приязно попри те, що вона небезпечна. Часто влаштовує витівки Соні, через що Соня у відповідь б'є її. За характером простодушна та геть не боїться Соні, хоч і знає, що вона — вбивця.
Соня (яп. ソーニャ, Sōnya)
Сейю: Тамура Муцумі
Професійна вбивця, що навчається у простій старшій школі. Через свою роботу, вона постійно напоготові, тому інколи б'є Ясуну у відповідь, коли та застає Соню зненацька. Попри свій холоднокровний характер, боїться тарганів, привидів та собак (навіть домашніх). Було показано, що вона дещо турбується про Ясуну.
Ґошікі Аґірі (яп. ごしき あぎり, Goshiki Agiri)
Сейю: Такабе Ай (аніме), Шінода Мінамі (Kirara Fantasia)
Спокійна та дуже легковажна ніндзя з тієї ж організації, що й Соня. Через роботу перевелась до тієї ж школи, що й Соня, та зайняла без дозволу стару кімнату ніндзя-гуртка. Часто дивує Соню та Ясуну дивними «нінджюцу». Має довге пурпурне волосся.
Невикористаний персонаж (яп. 没キャラ, Botsu-kyara)
Сейю: Куґімія Ріе
Руда зеленоока дівчина, безіменний персонаж, мала бути одним з головних персонажів, але її повністю замінила Ясуна, що має всі ті ж самі риси характеру. Відтоді присяглась помститись Ясуні та Соні.

## Медіа

### Манґа
Kill Me Baby вперше повноцінно вийшла разом із випуском журналу Manga Time Kirara Carat за липень 2008 року, після того, як було опубліковано прототипний випуск серії разом з ранішим випуском. Houbunsha видала перший том танкобон 27 січня 2009 року. Всього було випущено пʼятнадцять томів.

### Аніме
З 5 січня по 29 березня 2012 року по TBS виходила аніме-адаптація манґи від студії J.C.Staff. Вступна тема — «Kill Me no Baby!» (яп. キルミーのベイベー！, Kiru Mī no Beibē), яку виконали Тамура Муцумі та Акасакі Чінацу, а завершальна — «Futari no Kimochi no Honto no Himitsu» (яп. ふたりのきもちのほんとのひみつ, The True Secrets of the Pair's Feelings), яку також виконали Тамура та Акасакі. Ці пісні, а також усю фонову музику створила синті-поп-група EXPO, до якої входять Мацумае Кімітака та Ямаґучі Суґуру. У Північній Америці ліцензію на випуск аніме-серіалу отримали Sentai Filmworks. 16 жовтня 2013 року вийшов CD-альбом, Kill Me Baby Super, в комплекті з яким ішла окрема серія OVA.

#### Список серій
| № | Назва англійською | Оригінальна дата виходу |
| --- | --- | ----------------------- |
| 01 | «Sneaking Dog, Blossoming Cherry» Транслітерація: «Inu o Shinobi te Sakura Saku» (яп. いぬをしのびてさくらさく)                     | 5 січня 2012            |
| Ясуна Орібе отримує багато травм від однокласниці та найманої вбивці Соні. Коли до класу забігає собака, вони думають, як його позбутися. Пізніше Ясуна зустрічає самопроголошену ніндзя на ім'я Аґірі Ґошікі, яка пропонує їй певні «нінджюцу». | |                         |
| 02 | «Nunchaku Skills Bear Balloons» Транслітерація: «Waza Nunchaku de Kuma Fuusen» (яп. わざぬんちゃくでくまふうせん)                   | 12 січня 2012           |
| Ясуна намагається навчитися користуватися нунчаками, але їй це не вдається. Потім вони з Сонею не натрапляють на ведмедя-втікача. Наступного дня маленька дівчинка просить Соню та Ясуну погратися з нею. | |                         |
| 03 | «Cursed Psychic Rain Wrestling» Транслітерація: «Esupa Noroeba Ame Sumō» (яп. えすぱのろえばあめすもう)                             | 19 січня 2012           |
| Ясуна пробує свої сили в екстрасенсорних здібностях і прокляттях вуду, перш ніж знайти собі заняття, поки надворі дощ. Пізніше рудоволоса дівчина, яку не взяли до основного складу, намагається помститися Ясуні та Соні, але не знаходить їх. | |                         |
| 04 | «Ice Cream Scream Watermelon» Транслітерація: «Aisuru Suika Yoga Shikaku» (яп. あいするすいかよがしかく)                            | 26 січня 2012           |
| Спекотного літнього дня Ясуна і Соня купують морозиво, та Ясуна стає одержимою ідеєю знайти підписану паличку, аби отримати приз. Наступного дня вони йдуть на пляж, щоб спробувати розбити кавун. Пізніше на Соню нападає ще один убивця, якого врешті-решт зупиняє Аґірі. Наступного дня на Соню полюють ще кілька вбивць під виглядом Ясуни, і ситуація стає ще більш заплутаною, коли з'являється справжня Ясуна і починає їм підігравати. | |                         |
| 05 | «Buggy Festival Sea Dolls» Транслітерація: «Mushi o Matsuri te Umi Ningyō» (яп. むしをまつりてうみにんぎょう)                       | 2 лютого 2012           |
| Спроба Ясуни зацікавити Соню ловити жуків закінчується невдачею, коли вона натомість приваблює бджіл. Пізніше Ясуна і Соня йдуть на фестиваль і проходять усі ятки. На пляжі Ясуна і Соня намагаються впоратися з собакою, що заблукала, та опиняються на скалі посеред моря. Пізніше Ясуна репетирує ляльковий номер, що дуже дратує Соню. | |                         |
| 06 | «Navel Mechanism Paper Toll Ice» Транслітерація: «Heso Karakuri de Teru Gōri» (яп. へそからくりでてるごおり)                        | 9 лютого 2012           |
| Коли літо закінчується, Ясуна відчуває бажання поласувати голеним льодом і просить Аґірі про допомогу.Пізніше Ясуна і Соня вирушають до будинку Аґірі, наповненого прихованими механізмами, а згодом їм доведеться пережити штормовий день. | |                         |
| 07 | «Culture Beanbag Jousting Duel» Транслітерація: «Bunka Otedama de Kibasen» (яп. ぶんかおてだまできばせん)                           | 16 лютого 2012          |
| Поки Ясуна намагається придумати проєкт для майбутнього культурного фестивалю, Соня демонструє, наскільки довго вона здатна затримувати дихання. На спортивному фестивалі дівчата сперечаються, хто з них буде на вершині у кавалерійській битві. Пізніше Ясуна дратується, коли Соня перемагає її в жонглюванні. Згодом і Ясуна, і Соня вступають у боротьбу з комаром.                                                                       | |                         |
| 08 | «Sticking, Strumming, Stabbing» Транслітерація: «Hamari Kanaderi Tsukisasari» (яп. はまりかなでりつきささり)                        | 23 лютого 2012          |
| Ясуна намагалась розіграти Соню, але в результаті на її голові застрягає сміттєвий бак. Пізніше Ясуна змушує Соню спробувати різні музичні інструменти, а потім втягує її у гру в дартс. | |                         |
| 09 | «Fishing Hammer's Spawn Branch Forgotten» Транслітерація: «Tsuri Tsuchinoko shi Wasure Eda» (яп. つりつちのこしわすれえだ)          | 1 березня 2012          |
| Коли Ясуна і Соня втрачають якісь речі, вони допомагають одна одній їх шукати. Під час пошуків легендарного цучіноко Ясуна і Соня стикаються з ворожим вбивцею. Ясуна змагається з Сонею, хто зловить більше риби. Після того, як на Ясуну ледь не впала ваза з квітами, вона вирішує випробувати свою удачу. | |                         |
| 10 | «Santa Icicle Snow Mantra» Транслітерація: «Santa Tsurara te Yukidarumu» (яп. さんたつららてゆきだるむ)                             | 8 березня 2012          |
| Коли на шкільному подвір'ї падає сніг, Ясуна, на відміну від Соні, насолоджується снігом. Наступного дня Ясуна застуджується, але все одно йде до школи, що дуже дратує Соню. Пізніше Ясуна прикидається іграшкою на дистанційному управлінні перед тим, як влаштувати з Сонею змагання паперових літачків. За тиждень до Різдва дівчата влаштовують різдвяну вечірку, на якій Аґірі намагається долучити до неї Гелловін.                     | |                         |
| 11 | «Bath Kite Rice Cake New Year's First Dream» Транслітерація: «Furo Tako Mochi te Hatsuyume shi» (яп. ふろたこもちてはつゆめし)      | 15 березня 2012         |
| Ясуна спочатку розповідає про різні новорічні сни, а потім вона намагається зацікавити Соню виготовленням мочі. Після спроби запустити кілька повітряних зміїв, Ясуна і Соня разом йдуть до громадської лазні. Ясуна отримала удар в обличчя під час боксерського поєдинку. | |                         |
| 12 | «Drowsy Chocolate Injury Compress» Транслітерація: «Choko ga Nemuke te Kega Shippu» (яп. ちょこがねむけて けがしっぷ)               | 22 березня 2012         |
| Ясуна цікавиться бинтами та вирішує наклеїти собі кілька, вірячи, що це захистить її від майбутніх ран. Пізніше Соня намагається трохи відпочити після такої важкої роботи, але Ясуна неправильно розуміє ситуацію і продовжує стояти у неї на шляху. Пізніше Ясуна намагається переконати Соню кинути роботу найманої вбивці. | |                         |
| 13 | «Make the Kill Me and Make Me Your Baby» Транслітерація: «Kiru ga Mī shite Beibe suru» (яп. きるがみーしてべいべする)               | 29 березня 2012         |
| Ясуна і Соня потрапляють у халепу, коли Ясуна приносить наручники. Не знаючи, коли у Соні день народження, Ясуна та Аґірі все одно влаштовують для неї вечірку. Пізніше Ясуна намагається зупинити Соню, вважаючи, що вона йде по наступну жертву, і опиняється в ямі. Соня зупиняється після того, як Ясуна зізнається, що хвилюється за Соню, коли та йде на завдання.                                                                       | |                         |
| OVA | «Buddha Statues, Injuries and Fake Halloween» Транслітерація: «Butsuzō Kegatte Nise Harowīn» (яп. ぶつぞうけがってにせはろうぃーん) | 16 жовтня 2013          |
| Ясуна нібито розбиває будильник і намагається сховати його від Соні, коли та вважає, що він належить їй. Пізніше Ясуна намагається розбити кілька бетонних плиток, які вона принесла замість обіду. Згодом Агірі просить Ясуну і Соню прибрати в її сараї, а потім вони самі стикаються з фальшивою Агірі. | |                         |

### Відеогра
Персонажі серії Kill Me Baby з'являються разом з іншими персонажами журналу Manga Time Kirara у мобільній RPG 2017 року випуску, Kirara Fantasia.

## Сприйняття
Терон Мартін з Anime News Network у відгуку на аніме-адаптацію заявив, що деякі жарти в Kill Me Baby йому здались одноманітними, а анімація — посередньою, втім, також він на противагу тому заявив, що аніме таки є доволі смішним, та похвалив англійський дубляж. На думку Мартіна, «найкраще переглядати по серії чи дві за раз; якщо намагатись переглянути всі серії разом, чого я не рекомендую, то може розплавитись мозок. Краще дивіться малими порціями, сам серіал є надійним комедійним відступом». Ейден Фут, у відгуку для THEM Anime Reviews теж посередньо оцінив анімацію, та похвалив слепстік-комедію твору, та її виконання Ясуною та Сонею. Він підсумував свій відгук наступним чином «Загалом, майже на пустому місці, Kill Me Baby! зміг здобути свою нішу в перенасиченому ринку йонком. Kill Me Baby компенсує малу кількість персонажів старанним розкриттям небагатьох наявних персонажів».

## Саундтреки аніме-адаптації
1. (Вступна тема) «Kill Me no Baby! (яп. キルミーのベイベー!)», виконують Ясуна та Соня (Акасакі Чінацу, Тамура Муцумі)
2. (Завершальна тема) «Futari no Kimochi no Honto no Himitsu (яп. ふたりのきもちのほんとのひみつ)», виконують Ясуна та Соня (Акасакі Чінацу, Тамура Муцумі)
3. Kill Me Baby Character Song Agiri Akichi to Noraneko
4. Kill Me Baby Character Song Yasuna Kyou Mo Futari De
5. Kill Me Baby Character Song Sonya Yakisoba Pan
6. Kaerimichi — EXPO (Kill Me Baby)